# Tosan Evbuomwan
Torisesan Evbuomwan, detto Tosan (Newcastle upon Tyne, 16 febbraio 2001), è un cestista britannico, professionista nella NBA.

## Carriera
Cresciuto con i Newcastle Eagles, nel 2019 si trasferisce ai Princeton Tigers; nel 2023 si dichiara al Draft NBA, non venendo tuttavia scelto. Dopo aver iniziato la carriera professionistica con i Motor City Cruise, il 30 gennaio 2024 firma un contratto di dieci giorni con i Memphis Grizzlies.

## Statistiche

### NCAA
| Anno      | Squadra          | PG | PT | MP   | TC%  | 3P%  | TL%  | RP  | AP  | PRP | SP  | PP   |
| --------- | ---------------- | -- | -- | ---- | ---- | ---- | ---- | --- | --- | --- | --- | ---- |
| 2019-2020 | Princeton Tigers | 26 | 19 | 14,3 | 52,6 | 26,7 | 51,6 | 1,8 | 0,9 | 0,5 | 0,3 | 3,9  |
| 2021-2022 | Princeton Tigers | 28 | 27 | 30,0 | 54,1 | 11,8 | 56,4 | 6,7 | 5,1 | 1,4 | 0,3 | 16,0 |
| 2022-2023 | Princeton Tigers | 32 | 32 | 31,3 | 51,5 | 32,4 | 65,5 | 6,3 | 4,9 | 0,8 | 0,6 | 15,1 |
| Carriera  | Carriera         | 86 | 78 | 25,7 | 52,8 | 25,8 | 60,2 | 5,1 | 3,7 | 0,9 | 0,4 | 12,0 |

#### Massimi in carriera
- Massimo di punti: 27 (2 volte)[5]
- Massimo di rimbalzi: 13 vs Drexel (3 dicembre 2022)
- Massimo di assist: 9 (2 volte)
- Massimo di palle rubate: 6 vs Columbia (7 gennaio 2022)
- Massimo di stoppate: 2 (4 volte)
- Massimo di minuti giocati: 47 vs Minnesota (14 novembre 2021)

### NBA

#### Regular Season
| Anno      | Squadra           | PG | PT | MP   | TC%  | 3P%  | TL%  | RP  | AP  | PRP | SP  | PP  |
| --------- | ----------------- | -- | -- | ---- | ---- | ---- | ---- | --- | --- | --- | --- | --- |
| 2023-2024 | Memphis Grizzlies | 4  | 0  | 18,5 | 26,7 | 25,0 | -    | 3,5 | 1,5 | 0,0 | 0,3 | 2,5 |
| 2023-2024 | Detroit Pistons   | 13 | 8  | 22,5 | 57,1 | 41,7 | 68,0 | 3,5 | 0,8 | 0,5 | 0,3 | 7,0 |
| 2024-2025 | Brooklyn Nets     | 28 | 0  | 23,8 | 42,7 | 31,2 | 75,3 | 4,3 | 2,0 | 0,9 | 0,4 | 9,5 |
| Carriera  | Carriera          | 45 | 8  | 22,9 | 44,7 | 33,0 | 73,5 | 4,0 | 1,6 | 0,7 | 0,3 | 8,2 |

#### Massimi in carriera
- Massimo di punti: 14 vs Boston Celtics (22 marzo 2024)[6]
- Massimo di rimbalzi: 12 vs Boston Celtics (4 febbraio 2024)
- Massimo di assist: 3 (2 volte)
- Massimo di palle rubate: 1 (6 volte)
- Massimo di stoppate: 1 (5 volte)
- Massimo di minuti giocati: 35 vs Memphis Grizzlies (1° aprile 2024)

### G League
| Anno      | Squadra           | PG | PT | MP   | TC%  | 3P%  | TL%  | RP  | AP  | PRP | SP  | PP   |
| --------- | ----------------- | -- | -- | ---- | ---- | ---- | ---- | --- | --- | --- | --- | ---- |
| 2023-2024 | Motor City Cruise | 34 | 30 | 34,2 | 55,4 | 36,1 | 75,4 | 8,6 | 3,8 | 0,6 | 0,9 | 15,1 |
| 2024-2025 | S.D. Clippers     | 18 | 18 | 32,5 | 51,9 | 33,8 | 72,6 | 6,8 | 1,9 | 0,7 | 0,7 | 19,0 |
| 2024-2025 | Long Island Nets  | 13 | 13 | 33,9 | 47,7 | 37,5 | 82,2 | 7,8 | 3,6 | 0,9 | 0,6 | 19,2 |
| Carriera  | Carriera          | 65 | 61 | 33,7 | 52,6 | 35,7 | 76,2 | 7,9 | 3,3 | 0,7 | 0,8 | 17,0 |